# Riga Masters 2019
Il Riga Masters 2019 è il secondo evento della stagione 2019-2020 di snooker ed è la sesta edizione di questo torneo che si è disputato dal 26 al 28 luglio 2019 a Riga in Lettonia.
1ª Riga Masters e 1º Titolo Ranking per Yan Bingtao.

## Montepremi
- Vincitore: £50.000
- Finalista: £20.000
- Semifinalisti: £15.000
- Quarti di Finale: £6.000
- Sedicesimi di Finale: £4.000
- Trentaduesimi di Finale: £3.000
- Sessantaquattresimi di Finale: £2.000
- Miglior Break della competizione: £5.000

## Tabellone delle qualificazioni[3]
Le Qualificazioni si sono disputate dal 10 al 13 giugno 2019 a Sheffield, anche se gli ultimi 3 incontri si sono giocati il 26 luglio a Riga.
| Giocatore             | Giocatore         | Risultato       |
| --------------------- | ----------------- | --------------- |
| Ben Woollaston        | Mark Davis        | 4 - 2           |
| Chen Zifan            | Michael Georgiou  | 4 - 2           |
| Yan Bingtao           | Anthony McGill    | 4 - 2           |
| Rod Lawler            | Qingtian Yang     | 4 - 2           |
| Alan McManus          | Billy Joe Castle  | 4 - 1           |
| Mei Xiwen             | Paul Davison      | 4 - 0           |
| Chang Bingyu          | Ian Burns         | 4 - 2           |
| Lukas Kleckers        | Riley Parsons     | 4 - 2           |
| Zhang Anda            | Shaun Murphy      | 4 - 3           |
| Ricky Walden          | Si Jiahui         | 4 - 1           |
| Yuan Sijun            | Noppon Saengkham  | 4 - 2           |
| Mike Dunn             | Mitchell Mann     | 4 - 0           |
| Li Hang               | Stuart Bingham    | 4 - 1           |
| Jamie O'Neill         | Barry Hawkins     | 4 - 1           |
| Sam Craigie           | Long Zehuang      | 4 - 2           |
| Matthew Selt          | Jimmy Robertson   | 4 - 2           |
| Lu Ning               | Martin O'Donnell  | 4 - 1           |
| Ali Carter            | Xu Si             | 4 - 1           |
| Jak Jones             | Thor Chuan Leong  | 4 - 1           |
| Michael Holt          | Ross Bulman       | 4 - 1           |
| Alexander Ursenbacher | Hamza Akbar       | 4 - 1           |
| Mark King             | Martin Gould      | 4 - 1           |
| Allan Taylor          | Lei Peifan        | 4 - 1           |
| Louis Heathcote       | Ryan Day          | 4 - 3           |
| Soheil Vahedi         | Andreas Ploner    | 4 - 0           |
| Cristopher Keogan     | Andy Lee          | 4 - 3           |
| Xiao Guodong          | Chae Ross         | 4 - 1           |
| Kyren Wilson          | Fergal O'Brien    | 4 - 1           |
| Lee Walker            | Peter Lines       | 4 - 1           |
| Graeme Dott           | Robbie Williams   | 4 - 3           |
| Joe Perry             | Fan Zhengyi       | 4 - 2           |
| Anthony Hamilton      | Andrew Pagett     | 4 - 1           |
| Brandon Sargeant      | Ashley Carty      | 4 - 2           |
| Stuart Carrington     | Andrew Higginson  | 4 - 0           |
| Scott Donaldson       | Fraser Patrick    | 4 - 2           |
| Mark Joyce            | Sam Baird         | 4 - 1           |
| Adam Stefanow         | Michael White     | 4 - 0           |
| Liam Highfield        | Stephen Maguire   | 4 - 2           |
| Craig Steadman        | Dominic Dale      | 4 - 3           |
| Daniel Wells          | Elliot Slessor    | 4 - 1           |
| Jack Lisowski         | David Lilley      | 4 - 2           |
| Ian Preece            | David Gilbert     | 4 - 3           |
| Gerard Greene         | John Astley       | 4 - 2           |
| Oliver Lines          | Shane Castle      | 4 - 1           |
| Thepchaiya Un-Nooh    | Eden Sharav       | 4 - 3           |
| Luca Brecel           | Andy Hicks        | 4 - 0           |
| Lyu Haotian           | Jamie Clarke      | 4 - 1           |
| Joe O'Connor          | Peter Ebdon       | 4 - 3           |
| Kurt Maflin           | Simon Lichtenberg | 4 - 1           |
| Kacper Filipiak       | Zhao Xintong      | 4 - 3           |
| Tom Ford              | Alex Borg         | 4 - 0           |
| Jackson Page          | Hammad Miah       | 4 - 0           |
| Gary Wilson           | Chris Wakelin     | 4 - 3           |
| David Grace           | Alfie Burden      | 4 - 2           |
| Luo Honghao           | Barry Pinches     | 4 - 2           |
| James Cahill          | Jimmy White       | 4 - 0           |
| Neil Robertson        | Robert Milkins    | 4 - 3           |
| Kishan Hirani         | Andres Petrov     | 0 - 4           |
| Mark Williams         | Jordan Brown      | 4 - 1           |
| Mark Selby            | Harvey Chandler   | 4 - 0 (Forfait) |
| Duane Jones           | Rodion Judin      | 0 - 4 (Forfait) |
| Tian Pengfei          | Bai Langning      | 0 - 4 (Forfait) |
| Chen Feilong          | Zhou Yuelong      | 0 - 4 (Forfait) |
| Zhang Jiankang        | Hossein Vafaei    | 0 - 4 (Forfait) |

## Fase a eliminazione diretta
| Sessantaquattresimi di Finale | Trentaduesimi di Finale | Sedicesimi di Finale  | Quarti di Finale      | Semifinali            | Finale                |
| ----------------------------- | ----------------------- | --------------------- | --------------------- | --------------------- | --------------------- |
| Al meglio dei 7 frame         | Al meglio dei 7 frame   | Al meglio dei 7 frame | Al meglio dei 7 frame | Al meglio dei 9 frame | Al meglio dei 9 frame |

Il Ranking indicato è quello prima dell'inizio della competizione.
| Giocatore        | Giocatore             | Risultato       | Ranking Giocatore 1 | Ranking Giocatore 2 |
| ---------------- | --------------------- | --------------- | ------------------- | ------------------- |
| Lukas Kleckers   | Zhang Anda            | 4 - 3           | 131                 | 74                  |
| Ricky Walden     | Yuan Sijun            | 1 - 4           | 30                  | 53                  |
| Yan Bingtao      | Rod Lawler            | 4 - 2           | 21                  | 104                 |
| Ali Carter       | Jak Jones             | 1 - 4           | 17                  | 75                  |
| Mike Dunn        | Li Hang               | 2 - 4           | 64                  | 29                  |
| Michael Holt     | Alexander Ursenbacher | 4 - 0           | 44                  | 121                 |
| Mark King        | Allan Taylor          | 4 - 1           | 28                  | 134                 |
| Matthew Selt     | Lu Ning               | 4 - 2           | 34                  | 65                  |
| Joe Perry        | Anthony Hamilton      | 4 - 2           | 19                  | 62                  |
| Brandon Sargeant | Stuart Carrington     | 1 - 4           | 109                 | 50                  |
| Lee Walker       | Graeme Dott           | 0 - 4           | 80                  | 22                  |
| Luca Brecel      | Lyu Haotian           | 1 - 4           | 15                  | 26                  |
| Scott Donaldson  | Mark Joyce            | 2 - 4           | 35                  | 54                  |
| Oliver Lines     | Thepchaiya Un-Nooh    | 0 - 4           | 78                  | 37                  |
| Craig Steadman   | Daniel Wells          | 3 - 4           | 72                  | 58                  |
| Adam Stefanow    | Liam Highfield        | 1 - 4           | 90                  | 61                  |
| Kacper Filipiak  | Tom Ford              | 2 - 4           | 94                  | 27                  |
| Jackson Page     | Gary Wilson           | 3 - 4           | 95                  | 20                  |
| David Grace      | Luo Honghao           | 2 - 4           | 110                 | 70                  |
| Ian Preece       | Gerard Greene         | 4 - 2           | 145                 | 103                 |
| Chen Zifan       | Andres Petrov         | 4 - 0           | 115                 | 159                 |
| Jack Lisowski    | Rodion Judin          | 4 - 1           | 11                  | 146                 |
| James Cahill     | Mark Williams         | 3 - 4           | 99                  | 3                   |
| Hossein Vafaei   | Mark Selby            | 0 - 4 (Forfait) | 40                  | 6                   |
| Ben Woollaston   | Neil Robertson        | 4 - 0 (Forfait) | 39                  | 4                   |
| Jamie O'Neill    | Sam Craigie           | 0 - 4 (Forfait) | 113                 | 66                  |
| Xiao Guodong     | Kyren Wilson          | 4 - 0 (Forfait) | 25                  | 8                   |
| Zhou Yuelong     | Louis Heathcote       | 4 - 0 (Forfait) | 31                  | 117                 |
| Joe O'Connor     | Kurt Maflin           | 0 - 4 (Forfait) | 68                  | 49                  |
| Soheil Vahedi    | Cristopher Keogan     | 0 - 4 (Forfait) | 114                 | 148                 |
| Bai Langning     | Alan McManus          | 0 - 4 (Forfait) | 127                 | 51                  |
| Mei Xiwen        | Chang Bingyu          | 4 - 0 (Forfait) | 69                  | 106                 |

| Giocatore          | Giocatore         | Risultato | Ranking Giocatore 1 | Ranking Giocatore 2 |
| ------------------ | ----------------- | --------- | ------------------- | ------------------- |
| Ben Woollaston     | Chen Zifan        | 0 - 4     | 39                  | 115                 |
| Yan Bingtao        | Alan McManus      | 4 - 3     | 21                  | 51                  |
| Lukas Kleckers     | Mei Xiwen         | 1 - 4     | 131                 | 69                  |
| Li Hang            | Yuan Sijun        | 4 - 3     | 29                  | 53                  |
| Jak Jones          | Michael Holt      | 4 - 3     | 75                  | 44                  |
| Sam Craigie        | Matthew Selt      | 3 - 4     | 66                  | 34                  |
| Mark King          | Zhou Yuelong      | 4 - 1     | 28                  | 31                  |
| Xiao Guodong       | Cristopher Keogan | 1 - 4     | 25                  | 148                 |
| Kurt Maflin        | Lyu Haotian       | 4 - 2     | 49                  | 26                  |
| Graeme Dott        | Mark Selby        | 3 - 4     | 22                  | 6                   |
| Joe Perry          | Stuart Carrington | 2 - 4     | 19                  | 50                  |
| Mark Joyce         | Liam Highfield    | 4 - 0     | 54                  | 61                  |
| Daniel Wells       | Jack Lisowski     | 2 - 4     | 58                  | 11                  |
| Thepchaiya Un-Nooh | Ian Preece        | 4 - 2     | 37                  | 145                 |
| Tom Ford           | Gary Wilson       | 1 - 4     | 27                  | 20                  |
| Mark Williams      | Luo Honghao       | 1 - 4     | 3                   | 70                  |

| Giocatore     | Giocatore          | Risultato | Ranking Giocatore 1 | Ranking Giocatore 2 |
| ------------- | ------------------ | --------- | ------------------- | ------------------- |
| Yan Bingtao   | Chen Zifan         | 4 - 0     | 21                  | 115                 |
| Mark Selby    | Stuart Carrington  | 2 - 4     | 6                   | 50                  |
| Mark King     | Cristopher Keogan  | 4 - 1     | 28                  | 148                 |
| Li Hang       | Mei Xiwen          | 4 - 2     | 29                  | 69                  |
| Matthew Selt  | Jak Jones          | 4 - 2     | 34                  | 75                  |
| Jack Lisowski | Mark Joyce         | 3 - 4     | 11                  | 54                  |
| Gary Wilson   | Luo Honghao        | 0 - 4     | 20                  | 70                  |
| Kurt Maflin   | Thepchaiya Un-Nooh | 4 - 1     | 49                  | 37                  |

| Giocatore         | Giocatore    | Risultato | Ranking Giocatore 1 | Ranking Giocatore 2 |
| ----------------- | ------------ | --------- | ------------------- | ------------------- |
| Yan Bingtao       | Li Hang      | 4 - 3     | 21                  | 29                  |
| Mark King         | Matthew Selt | 1 - 4     | 28                  | 34                  |
| Stuart Carrington | Mark Joyce   | 1 - 4     | 50                  | 54                  |
| Luo Honghao       | Kurt Maflin  | 1 - 4     | 70                  | 49                  |

| Giocatore   | Giocatore    | Risultato | Ranking Giocatore 1 | Ranking Giocatore 2 |
| ----------- | ------------ | --------- | ------------------- | ------------------- |
| Mark Joyce  | Kurt Maflin  | 5 - 4     | 54                  | 49                  |
| Yan Bingtao | Matthew Selt | 5 - 3     | 21                  | 34                  |

| FINALE Arena Riga, Riga, Lettonia, 28 luglio 2019 ARBITRO: Tatiana Woollaston | FINALE Arena Riga, Riga, Lettonia, 28 luglio 2019 ARBITRO: Tatiana Woollaston | FINALE Arena Riga, Riga, Lettonia, 28 luglio 2019 ARBITRO: Tatiana Woollaston | FINALE Arena Riga, Riga, Lettonia, 28 luglio 2019 ARBITRO: Tatiana Woollaston |
| Mark Joyce (54)                                                               | 2 - 5                                                                         | Yan Bingtao (21)                                                              | Yan Bingtao (21)                                                              |
| ----------------------------------------------------------------------------- | ----------------------------------------------------------------------------- | ----------------------------------------------------------------------------- | ----------------------------------------------------------------------------- |
| SESSIONE UNICA: 0-1 0-2 1-2 1-3 2-3 2-4 2-5 (2-5)                             |                                                                               |                                                                               |                                                                               |
| MIGLIOR BREAK: 103 CENTURY BREAKS: 1                                          | [ 8 ]                                                                         | MIGLIOR BREAK: 66 CENTURY BREAKS: 0                                           | MIGLIOR BREAK: 66 CENTURY BREAKS: 0                                           |
| Yan Bingtao vince il Kaspersky Riga Masters 2019                              |                                                                               |                                                                               |                                                                               |

### Statistiche
In queste statistiche sono indicati solo i giocatori che hanno partecipato alla Fase a Eliminazione Diretta. Quelli che hanno partecipato a Qualificazioni e Fase a Eliminazione Diretta vengono classificati con entrambi i risultati.
| Giocatore             | Numero di frame vinti |
| --------------------- | --------------------- |
| Yan Bingtao           | 30                    |
| Mark Joyce            | 27                    |
| Matthew Selt          | 23                    |
| Mark King             | 17                    |
| Luo Honghao           | 17                    |
| Stuart Carrington     | 17                    |
| Kurt Maflin           | 16                    |
| Jack Lisowski         | 15                    |
| Li Hang               | 15                    |
| Jak Jones             | 14                    |
| Gary Wilson           | 12                    |
| Thepchaiya Un-Nooh    | 12                    |
| Chen Zifan            | 12                    |
| Graeme Dott           | 11                    |
| Yuan Sijun            | 11                    |
| Michael Holt          | 11                    |
| Joe Perry             | 10                    |
| Daniel Wells          | 10                    |
| Lyu Haotian           | 10                    |
| Ian Preece            | 10                    |
| Mark Williams         | 9                     |
| Tom Ford              | 9                     |
| Lukas Kleckers        | 9                     |
| Cristopher Keogan     | 9                     |
| Liam Highfield        | 8                     |
| Mei Xiwen             | 8                     |
| James Cahill          | 7                     |
| Jackson Page          | 7                     |
| Craig Steadman        | 7                     |
| Alan McManus          | 7                     |
| Sam Craigie           | 7                     |
| Rod Lawler            | 6                     |
| Scott Donaldson       | 6                     |
| Anthony Hamilton      | 6                     |
| Kacper Filipiak       | 6                     |
| Gerard Greene         | 6                     |
| David Grace           | 6                     |
| Lu Ning               | 6                     |
| Mike Dunn             | 6                     |
| Mark Selby            | 6                     |
| Ricky Walden          | 5                     |
| Brandon Sargeant      | 5                     |
| Luca Brecel           | 5                     |
| Adam Stefanow         | 5                     |
| Ali Carter            | 5                     |
| Allan Taylor          | 5                     |
| Xiao Guodong          | 5                     |
| Lee Walker            | 4                     |
| Oliver Lines          | 4                     |
| Ben Woollaston        | 4                     |
| Chang Bingyu          | 4                     |
| Andres Petrov         | 4                     |
| Jamie O'Neill         | 4                     |
| Alexander Ursenbacher | 4                     |
| Joe O'Connor          | 4                     |
| Zhang Anda            | 3                     |
| Rodion Judin          | 1                     |
| Zhou Yuelong          | 1                     |

### Century Breaks (18)
| N° | Giocatore      | Century Breaks | Miglior Break |
| -- | -------------- | -------------- | ------------- |
| 1  | Jack Lisowski  | 3              | 145 (£5.000)  |
| =  | Mark Joyce     | 3              | 112           |
| 2  | Tom Ford       | 2              | 109           |
| 3  | Graeme Dott    | 1              | 143           |
| =  | Liam Highfield | 1              | 137           |
| =  | Mark Williams  | 1              | 137           |
| =  | Daniel Wells   | 1              | 127           |
| =  | Mei Xiwen      | 1              | 120           |
| =  | Kurt Maflin    | 1              | 112           |
| =  | Gary Wilson    | 1              | 110           |
| =  | Rod Lawler     | 1              | 106           |
| =  | Ricky Walden   | 1              | 106           |
| =  | Yan Bingtao    | 1              | 101           |

### Miglior Break nelle qualificazioni
| Giocatore    | Century Break | Avversario     |
| ------------ | ------------- | -------------- |
| Dominic Dale | 141           | Craig Steadman |